# Guerra danese-algerina
La Guerra danese-algerina fu un conflitto durato dal 1769 al 1772 tra Danimarca-Norvegia e la reggenza del Dey di Algeri che era una provincia dell'Impero ottomano, ma per lo più indipendente a livello funzionale. È anche conosciuta come la spedizione algerina, o "la guerra contro l'Algeria".

## Antefatti e inizio del conflitto
Il commercio danese-norvegese nel Mediterraneo si espanse notevolmente a metà del 1700. Al fine di proteggere i propri affari redditizi dalla minaccia della pirateria, la Danimarca-Norvegia si era assicurata un accordo di pace con gli stati barbareschi, che prevedeva il pagamento di un tributo annuale ai singoli governanti di quegli stati.
Nel 1766 Baba Mohammed ben-Osman divenne Dey di Algeri. Egli chiese di aumentare il pagamento annuale effettuato dalla Danimarca-Norvegia e di ricevere nuovi doni. La Danimarca-Norvegia rifiutò tali richieste e poco dopo i pirati algerini dirottarono tre navi danese-norvegesi e vendettero l'equipaggio in schiavitù.

## Risposta
Una spedizione punitiva composta da quattro navi di linea, con due fregate e due galeote, al comando di Frederik Christian Kaas, salpò da Copenaghen il 16 maggio 1770. Minacciarono di bombardare la capitale algerina se gli algerini non avessero accettato un nuovo accordo di pace alle condizioni danesi. Algeri non fu intimidita e il bombardamento danese-norvegese terminò con un fallimento, dopo che gran parte dell'equipaggio si ammalò gravemente a causa di un'epidemia di tifo. Le navi non riuscirono a resistere ai pesanti colpi di mortaio degli algerini che danneggiarono i loro scafi. Il contingente danese-norvegese scaricò circa 75 bombe contro la città di Algeri prima che l'attacco dovesse essere abbandonato. Il contingente ricorse quindi al blocco della città. La nave mercantile e ospedale De Fire Søstre era presente con lo squadrone danese nel Mediterraneo dal 1770 al 1771, e il suo capitano, Jens Knudsen, visitò i malati che erano stati sbarcati a Mahón.

## Risvolti
Nel 1772 una delegazione fu inviata ad Algeri e dopo cinque giorni di trattative venne conclusa una nuova pace in cui Algeri fu ben pagata. Inoltre, la Danimarca-Norvegia dovette pagare per il ritorno di ogni schiavo che era stato catturato durante la guerra. Gli schiavi danesi e norvegesi venduti ai proprietari privati dovevano negoziare individualmente i prezzi della loro libertà.
Oggi la guerra è per lo più dimenticata in Danimarca e Norvegia, perché non ha avuto un ruolo importante nella storia danese e norvegese.
La guerra viene citata nel romanzo-documentario 1001 natt, pubblicato nel 2013 dallo scrittore e giornalista norvegese Vetle Lid Larssen.